# Batone
Nella mitologia greca, Batone era il nome dell'auriga di Anfiarao.

## Il mito
Batone colui che guidava la biga del grande eroe discendeva allo stesso modo del padrone da Melampo.
Durante i feroci combattimenti fra Anfirao ed i suoi nemici, il più feroce di essi stava per ucciderlo davanti alle mura di Tebe quando Zeus decise di intervenire facendolo sprofondare nell'Ade da vivo.
Batone, fedele servitore del padrone e orgoglioso di servirlo anche morendo con lui, ebbe culto eroico in Attica.

### Pareri secondari
Secondo un'altra versione egli sopravvisse alla morte dell'eroe e si trasferì in Illiria dove fondò la città di Arpia. Pausania ricorda una statua di Batone fra i regali donati all'oracolo di Delfi.

### Moderna
- Robert Graves, I miti greci, Milano, Longanesi, ISBN 88-304-0923-5.
- Angela Cerinotti, Miti greci e di roma antica, Prato, Giunti, 2005, ISBN 88-09-04194-1.
- Anna Ferrari, Dizionario di mitologia, Litopres, UTET, 2006, ISBN 88-02-07481-X.